# Wrocki
Wrocki – wieś w Polsce położona w województwie kujawsko-pomorskim, w powiecie golubsko-dobrzyńskim, w gminie Golub-Dobrzyń.

## Podział administracyjny
Do 1954 roku miejscowość była siedzibą gminy Wrocki. W latach 1975–1998 miejscowość administracyjnie należała do województwa toruńskiego.

## Demografia
Według Narodowego Spisu Powszechnego (III 2011 r.) wieś liczyła 739 mieszkańców. Jest największą miejscowością gminy Golub-Dobrzyń.

## Obiekty zabytkowe
We wsi znajduje się kościół gotycki pod wezwaniem św. Marcina, zbudowany pod koniec XIII wieku, a w kolejnym wieku rozbudowany. Na początku XVII wieku kościół został zniszczony podczas wojny polsko-szwedzkiej, a następnie odbudowany. W 1925 r. przeprowadzono gruntowną renowację kościoła. Kościół wpisany jest do rejestru zabytków NID pod nr rej. A/393 z 17.10.1929.